# Campeonato Paulista de Futebol de 1973
O Campeonato Paulista de Futebol de 1973 foi a 33.ª edição do campeonato organizado pela Federação Paulista de Futebol, que teve a Portuguesa e o Santos como campeões, devido a um erro de arbitragem durante a disputa de pênaltis da partida final e também devido ao regulamento do campeonato. 
A final, entre o campeão do primeiro turno (Santos) e o campeão do segundo turno (Portuguesa), terminou empatada por 0 a 0. Com o empate também na prorrogação, a decisão foi para as cobranças de penalidades. 
O árbitro Armando Marques errou na contagem e encerrou as cobranças, quando o placar marcava 2 a 0 para o Santos, embora a Portuguesa ainda tivesse duas cobranças por efetuar. Havia, pois, a possibilidade do empate e a respectiva continuação das cobranças, de forma alternada, até se chegar ao verdadeiro vencedor.

## Final
Após o apito do juiz e a comemoração santista, os jogadores da Portuguesa desceram para os vestiários. Os jogadores do alvinegro comemoraram muito e os lusos aceitaram a derrota com resignação. Porém, ainda faltavam duas cobranças para cada equipe. Algum tempo depois, ao preencher a súmula, Armando Marques percebeu o erro. "Estão falando em erro de direito, mas não houve nada disso", explicou Marques no dia seguinte. "O que houve mesmo foi erro de Mobral. Agora, comigo erraram dezenas de milhares de pessoas que viram o jogo. Não apareceu ninguém, mas ninguém para me dizer nada. Só depois de quinze minutos vieram me alertar." Ele mandou chamar os atletas da Portuguesa e do Santos para completarem as cobranças, mas já era tarde: embora os jogadores do Santos tenham se apressado para voltar ao campo, Armando foi informado de que os jogadores da Portuguesa já tinham deixado o estádio.
Após muitos protestos da Portuguesa, ainda no domingo, a Federação Paulista de Futebol declarou os dois clubes como campeões paulistas de 1973 depois de apenas treze minutos de reunião entre federação e clubes. No dia seguinte, uma comissão de dirigentes santistas foi à sede da federação exigir que a decisão fosse modificada, mas o presidente da federação, José Ermírio de Morais, pressionou, avisando que a FPF estava disposta a eximir os clubes de qualquer responsabilidade pela divisão do título e conseguiu um acordo. O comunicado foi explícito nesse ponto: "A decisão tomada no Estádio Cícero Pompeu de Toledo, sem a interferência das associações interessadas, proclama dois campeões." A CBD também validou a decisão.
Esse rápido acordo tornou inúteis quaisquer outras deliberações a respeito do que deveria ser feito. De acordo com regras da Fifa, o que poderia ocorrer seria uma nova disputa de pênaltis ou a cobrança apenas das quatro penalidades que ficaram faltando. Ambas as equipes foram declaradas campeãs paulistas de 1973, "pois não houve um terceiro prejudicado". Quando lhe perguntaram se a torcida não teria sido prejudicada, a resposta do assessor jurídico da federação foi irônica: "Que nada. A torcida até que viu futebol demais pelo preço que pagou." Foi o 13º título paulista do Santos e o 3º da Portuguesa.

### Ficha técnica
| 26 de agosto de 1973 | Santos | 0 – 0 (pror.) | Portuguesa | Morumbi, São Paulo                        |
|                      |        | Relatório     |            | Público: 116 156 Árbitro: Armando Marques |

|                                |     | Penalidades                 |  |
| Zé Carlos Carlos Alberto Edu ? | 2–0 | Isidoro Calegari Wilsinho ? |  |

Santos: Cejas; Zé Carlos, Carlos Alberto, Vicente e Turcão; Clodoaldo e Leo, Jair (Brecha), Euzébio, Pelé e Edu. Técnico: Pepe.
Portuguesa: Zecão; Cardoso, Pescuma, Calegari e Isidoro; Badeco e Basílio; Xaxá, Enéas (Tatá), Cabinho e Wilsinho. Técnico: Otto Glória.

## Classificação final
| Pos | Time        | PG | J  | V  | E  | D  | GP | GC | SG  |
| 1   | Santos*     | 32 | 23 | 12 | 8  | 3  | 31 | 11 | 20  |
| 1   | Portuguesa* | 29 | 23 | 9  | 11 | 3  | 26 | 15 | 11  |
| 3   | Palmeiras   | 30 | 22 | 9  | 12 | 1  | 33 | 18 | 15  |
| 4   | Corinthians | 28 | 22 | 10 | 8  | 4  | 29 | 15 | 14  |
| 5   | Guarani     | 28 | 22 | 10 | 8  | 4  | 24 | 15 | 9   |
| 6   | Ponte Preta | 23 | 22 | 7  | 9  | 6  | 17 | 19 | -2  |
| 7   | América     | 22 | 22 | 8  | 6  | 8  | 20 | 20 | 0   |
| 8   | São Paulo   | 21 | 22 | 6  | 9  | 7  | 22 | 20 | 2   |
| 9   | Juventus    | 18 | 22 | 4  | 10 | 8  | 15 | 23 | -8  |
| 10  | Ferroviária | 17 | 22 | 5  | 7  | 10 | 16 | 25 | -9  |
| 11  | Botafogo    | 12 | 22 | 3  | 6  | 13 | 20 | 37 | -17 |
| 12  | São Bento   | 6  | 22 | 2  | 2  | 18 | 7  | 42 | -35 |

*Santos e Portuguesa foram declarados campeões.
**Não houve rebaixamento.